# Richard Podzus
Richard Podzus (* 12. November 1902; † 17. April 1979) war ein Bremer Politiker (KPD) und Mitglied der Bremischen Bürgerschaft.  

## Biografie
Podzus war Mitglied der KPD und wohnte in Bremerhaven-Lehe.
Vom Februar bis November 1947 war er für Bremerhaven Mitglied der ersten gewählten Bremischen Bürgerschaft und in Deputationen der Bürgerschaft tätig.
Er war von 1932 bis 1948 und wieder von 1949 bis 1953 Vorsitzender der Leher Turnerschaft von 1898.